# Ehwaz
| Ehwaz            | Ehwaz           | Ehwaz           | Ehwaz          | Ehwaz          | Ehwaz    | Ehwaz    |
| Nome             | Proto-germanico | Proto-germanico | Antico inglese | Antico inglese |          |          |
| ---------------- | --------------- | --------------- | -------------- | -------------- | -------- | -------- |
| Nome             | *Ehwaz          | *Ehwaz          | E(o)h          | E(o)h          |          |          |
| Significato      | cavallo         | cavallo         | cavallo        | cavallo        | cavallo  | cavallo  |
| Forma            | Fuþark antico   | Fuþark antico   | Fuþorc         | Fuþorc         |          |          |
| Forma            |                 |                 |                |                |          |          |
| Unicode          | ᛖ U+16D6        | ᛖ U+16D6        | ᛖ U+16D6       | ᛖ U+16D6       | ᛖ U+16D6 | ᛖ U+16D6 |
| Traslitterazione | e               | e               | e              | e              | e        | e        |
| Trascrizione     | e               | e               | e              | e              | e        | e        |
| IPA              | [e(ː)]          | [e(ː)]          | [e(ː)]         | [e(ː)]         | [e(ː)]   | [e(ː)]   |
| Ordine alfab.    | 19              | 19              | 19             | 19             | 19       | 19       |

*Ehwaz (in italiano "cavallo", parente del latino equus, sanscrito aśvaḥ, avestico aspa e antico irlandese ech) è il nome proto-germanico ricostruito della runa del Fuþark antico e (carattere Unicode ᛖ). Tale runa compare anche nel Fuþorc anglosassone e frisone con il nome di Eh o Eoh ("cavallo", da non confondere con la runa ēoh, ᛇ, che significa "tasso").
Il nome della corrispondente lettera dell'alfabeto gotico (, 𐌴) è aiƕus ("cavallo", dove il dittongo ai rappresenta il suono /e/).
Il sistema vocalico proto-germanico era asimmetrico ed instabile, e la differenza tra le due vocali lunghe espresse dalle rune ᛖ (traslitterata come e) e ᛇ (traslitterata come ï), talvolta trascritte con *ē1 ed *ē2, si perse. Nel Fuþark recente non rimase nessuna delle due, e tale alfabeto resta privo di un carattere che esprima la e; nel Fuþorc invece si trasmisero entrambe, ma furono eliminati i valori fonetici ridondanti e la runa ēoh venne ad esprimere il dittongo /eo/.

## Poemi runici
La runa ehwaz è nominata solamente nel poema runico in lingua anglosassone con il nome di Eh:
| Poema runico: | Traduzione: |
| Antico inglese ᛖ Eh byþ for eorlum æþelinga wyn, hors hofum wlanc, ðær him hæleþ ymb[e] welege on wicgum wrixlaþ spræce and biþ unstyllum æfre frofur. | Il cavallo è una gioia per i principi in presenza dei guerrieri, un destriero nell'orgoglio dei suoi zoccoli, quando i ricchi sulla sella spandono parole su di esso; ed è sempre fonte di benessere per l'irrequieto. |